# 津軽尚徳
津軽 尚徳（つがる なおのり）は、江戸時代中期から後期にかけての弘前藩士。

## 生涯
書に優れ、津軽三筆と称された。明和7年（1770年）、家督を相続した。その後、書院番頭などを経て、安永7年（1778年）に用人兼務となった。天明4年（1784年）に家老手伝、同5年（1785年）からは家老を務めた。